# Прыжки на лыжах с трамплина
Прыжки на лыжах с трамплина (англ. ski jumping) — вид спорта, включающий прыжки на лыжах со специально оборудованных трамплинов. Выступают как самостоятельный вид спорта, а также входят в программу лыжного двоеборья. Соревнования проводятся под эгидой Международной федерации лыжного спорта.

## История

### Зарождение прыжков с трамплина
Этот вид спорта зародился в Норвегии — стране, где был распространён народный обычай состязаться в искусстве катания с гор (слалом). Первое документальное свидетельство относится к ноябрю 1808 года, когда молодой человек Олаф Рюэ в прыжке пролетел расстояние 9,5 метра, чтобы доказать свою храбрость сослуживцам. К 1862 году летающие лыжники поднимались выше и прыгали дальше, а 22 января 1862 года в Трюсиле состоялось первое документально зафиксированное соревнование.
В программе первых зимних Олимпийских игр 1924 года в Шамони были включены прыжки с 70-метрового трамплина, с 1964 — с 70- и 90-метрового трамплина.

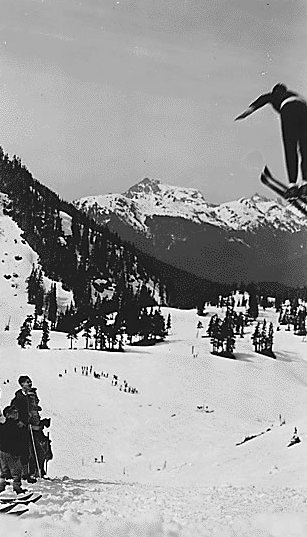
Прыжки с трамплина в 1936 году

В 1925 году в Чехословакии состоялся первый чемпионат мира по лыжным видам спорта. В 1929 ФИС, посчитав, что разрыв в 4 года между очередными Олимпийскими играми слишком велик, принял решение ежегодно разыгрывать первенства мира по всем видам лыжного спорта. С 1950 первенства по гонкам, двоеборью и прыжкам стали проводиться один раз в 4 года, между Олимпийскими играми, а с 1982 — раз в два года.
Ещё в начале и вплоть до середины 20 столетия большинство участников соревнований, планируя, не выглядели стройно, так как активно размахивали руками. По устоявшемуся тогда мнению это способствовало увеличению скорости и, как результат, к большей длине прыжка. Так поступали в основном норвежцы, считающие себя основателями направления. Финны делали расчет на аэродинамичность формы, поэтому крепко прижимали руки к туловищу или, наоборот, вытягивали их выше головы, держа напряженно и прямо. Это уменьшало силу сопротивления воздуха.
Следующее новшество в технике лыжного спорта по прыжкам с трамплина сделал швед Ян Боклёв. В 1986 году он дебютировал на Кубке мира и тогда же продемонстрировал принципиально новую технику прыжка. Тренируясь на домашнем трамплине в Фалуне Боклёв заметил, что изменение положения корпуса и лыж в полётной фазе может существенно увеличить дальность прыжка. Он придумал разводить носки лыж таким образом, чтобы прыгун в полёте напоминал латинскую букву «V». Данный стиль получил название «V-стиль» или «стиль Боклёва».
В дальнейшем карьера Боклёва пошла на спад. Ян не был изобретателем V-стиля, до него таким способом пытались прыгать чех Иржи Малец  и поляк Мирослав Граф. Однако именно достижения Боклёва привлекли пристальное внимание к новой технике. Проведённые исследования показали, что данная техника даёт прирост при прочих равных условиях 10 % и более в дальности прыжка. С началом 1990-х годов V-стиль стал повсеместно принятым у прыгунов.
С 1992 года личные соревнования проводятся на трамплинах 90 м и 120 м, командные — на трамплине 120 м. С 1992 года изменилась классификация трамплинов и их конфигурация. Современные трамплины стали более безопасными. Ранее было понятие проектная мощность трамплина. Исходя из этого было начисление очков за длину прыжка. На трамплине П70 прыжок на 77 метров оценивался в 60 очков. Теперь это К90 (критическая точка), и соответственно прыжок на 90 метров будет оценен в 60 очков.

### Соревнования женщин
Впервые женщина приняла участие в соревнованиях по прыжкам с трамплина уже в 1863, во втором в истории чемпионате, однако до 2010-х годов в олимпийских соревнованиях участвовали только мужчины. В 2009 году прыжки на лыжах с трамплина был одним из двух видов соревновательной программы зимних Олимпиад, в которых принимали участие только мужчины. Вторым исключением было лыжное двоеборье, в программу которого также входят прыжки с трамплина.
В середине 2000-х появились предложения допустить к соревнованиям женщин. Однако глава МОК Жак Рогге тогда неоднократно высказывался, что на тот момент женские прыжки с трамплина не отвечали требованиям включения в программу Олимпиад. По его мнению, в этот спорт было вовлечено недостаточное количество спортсменок, а активное распространение этого вида спорта не достигло необходимого порога (35 стран).
Всё же женщины добились права выступления сначала в показательных, а затем в официальных соревнованиях под эгидой FIS. Вначале они выступали в Континентальном кубке (FIS Ski Jumping Continental Cup).
В 2006 году энтузиастки, преимущественно из Северной Америки, добились от Международной федерации лыжного спорта (FIS) включения женского турнира в программу мирового первенства в Либереце-2009. 26 мая 2006 года Международная федерация лыжного спорта приняла решение допустить женщин к соревнованиям в прыжках на лыжах с трамплина во время Чемпионата мира по лыжным видам спорта в 2009 году в Либереце (Чехия). На этих соревнованиях звание первой в истории чемпионки мира в женских прыжках с трамплина завоевала американка Линдси Вэн.
В 2009 году, когда стало ясно, что женские прыжки на лыжах с трамплина не войдут в программу зимней Олимпиады в Ванкувер 2010, группа элитных спортсменок из Канады, Норвегии, Германии, Словении и США приняла решение обратиться в суд. Спортсменки утверждали, что их дискриминируют по половому признаку, в нарушение статьи 15 канадской Хартии прав и свобод. Однако Верховный суд канадской провинции Британская Колумбия принял решение, что нарушения нет.
3 декабря 2011 года в норвежском Лиллехаммере прошёл первый в истории этап Кубка мира по прыжкам на лыжах с трамплина среди женщин.
В 2014 году прыгуньи впервые выступили на Олимпийских играх в Сочи.

## Соревнования
Соревнования по прыжкам на лыжах с трамплина проводятся в зимний и летний сезон. Наиболее авторитетными и значимыми являются старты, проводящиеся в зимнее время на трамплинах с критической точкой 90 метров и более.

### Олимпийские игры
В программу Зимних Олимпийских игр (раз в 4 года) входят следующие четыре дисциплины:
- Большой трамплин, личное первенство — в зависимости от размера K-точки, мужчины;
- Большой трамплин, командное первенство — в зависимости от размера K-точки, мужчины;
- Нормальный трамплин, личное первенство — в зависимости от размера K-точки, мужчины;
- Нормальный трамплин, личное первенство — в зависимости от размера K-точки, женщины.

### Чемпионаты мира
В программу Чемпионата мира по лыжным видам спорта (каждые 2 года) входят следующие пять дисциплин:
- Большой трамплин, личное первенство — в зависимости от размера K-точки, мужчины;
- Большой трамплин, командное первенство — в зависимости от размера K-точки, мужчины;
- Нормальный трамплин, личное первенство — в зависимости от размера K-точки, мужчины;
- Нормальный трамплин, личное первенство — в зависимости от размера K-точки, женщины (с 2009 года);
- Нормальный трамплин, командное первенство — в зависимости от размера K-точки, мужчины и женщины. До 2011 года - только мужчины.

В программу Чемпионата мира по лыжным видам спорта среди юниоров входят следующие пять дисциплин:
- Нормальный трамплин, личное первенство — в зависимости от размера K-точки, мужчины (с 1977 года);
- Нормальный трамплин, личное первенство — в зависимости от размера K-точки, женщины (с 1986 года);
- Нормальный трамплин, командное первенство — в зависимости от размера K-точки, мужчины (с 2006 года);
- Нормальный трамплин, командное первенство — в зависимости от размера K-точки, женщины (с 2012 года);
- Нормальный трамплин, командное первенство — в зависимости от размера K-точки, мужчины и женщины (с 2016 года).

В программу Чемпионата мира по полётам на лыжах (каждые 2 года) входят следующие две дисциплин:
- Полётный трамплин, личное первенство — в зависимости от размера K-точки, мужчины;
- Полётный трамплин, командное первенство — в зависимости от размера K-точки, мужчины.

Женщины не включены.
В национальную команду входят четыре спортсмена.

### Кубок мира

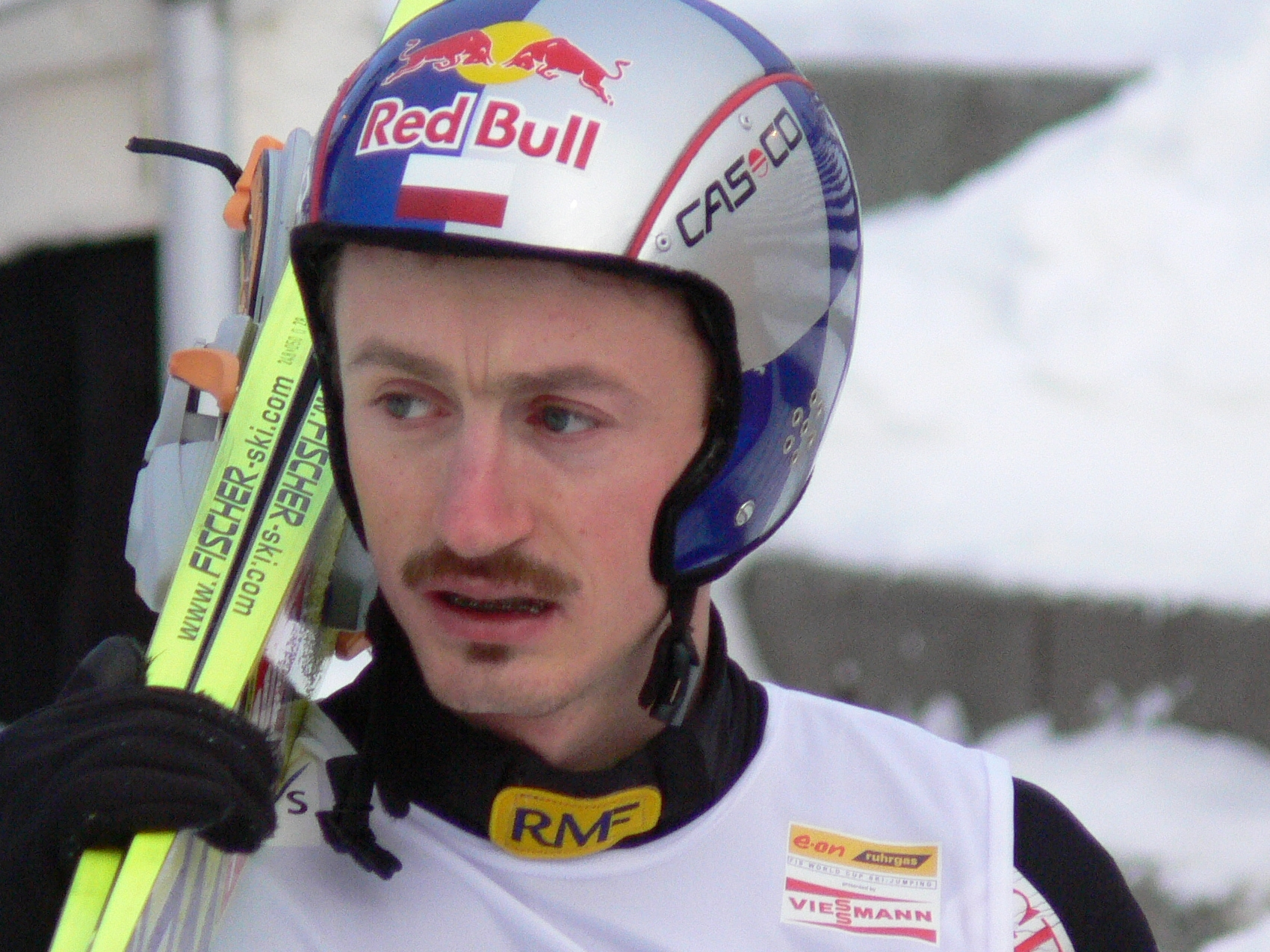
Поляк Адам Малыш 4 раза выигрывал Кубок мира в общем зачёте в 2000-е годы

Ежегодные зимние соревнования на трамплинах Европы, Северной Америки и Азии. У мужчин в каждом сезоне проходит около 35 стартов (включая командные), а у женщин — около 25. Есть также и смешанные командные соревнования, в 2020-е годы они обычно проходят дважды в сезоне.
Победители в личном и командном первенстве определяются по сумме очков, набранных спортсменами во всех стартах, в которых они приняли участие.
В программу Кубка мира отдельным стартом входит «Турне четырёх трамплинов» — соревнования, имеющие самостоятельный авторитет в прыжковом мире, проходящие в новогодние праздники с 29 декабря по 6 января по особым правилам.
В программу Кубок мира также разыгрывается малый зачёт Кубка мира по полётам — соревнования, проводящие на полётных трамплинах.

### Прочие соревнования
- Гран-при по прыжкам с трамплина
- Континентальный кубок по прыжкам с трамплина
- Кубок ФИС по прыжкам с трамплина

## Техника прыжка

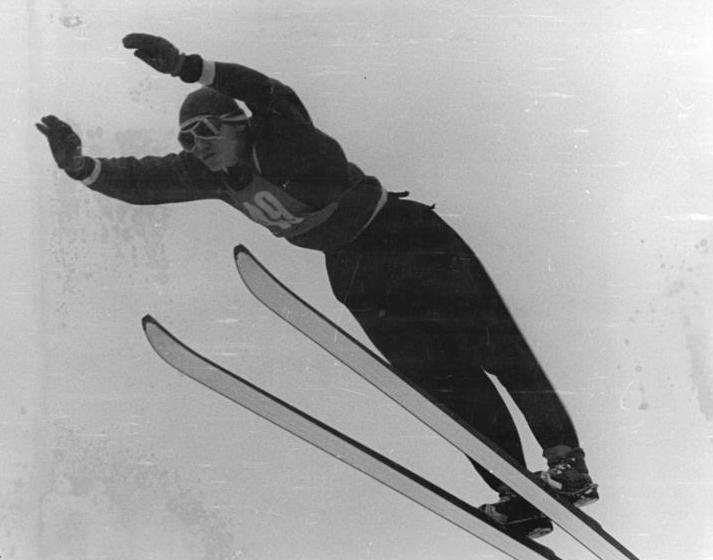
Полётная фаза прыжка конгсбергским стилем

Техника включает в себя разгон, уход со стола отрыва, полётную фазу и приземление. Слаженное выполнение всех элементов, координация тела в воздухе — это важнейшие технические элементы в арсенале прыгуна.
В момент приземления ноги спортсмена, прежде лежащие в одной плоскости, должны принять положение, именуемое «телемарк» (неофициально — «разножка»). При этом положении одна из ног выставлена вперёд, а другая отведена назад; обе ноги согнуты в коленях; колено «задней» ноги опущено вниз; руки расставлены выше плеч. Лыжи во время приземления параллельны и максимально сближены. Для выполнения такого приземления требуются высокая координация движений и безупречное равновесие. За невыполнение «разножки» при приземлении снимаются баллы (как минимум по два балла каждым из судей).
Длина прыжка приземлившегося спортсмена — это расстояние от края стола отрыва до ступней его ног в момент, когда обе лыжи соприкасаются с землёй уже всей своей поверхностью; в случае правильного выполнения положения «телемарк» это расстояние от края стола отрыва до середины расстояния между ступнями ног спортсмена.

## Оценка прыжков
Приземляясь на дистанции, соответствующей критической точке (например, для трамплина К125 — это 125 метров), спортсмен получает 60 баллов. Если он пролетел дальше, на эти 60 баллов начисляются, а в случае, если приземлился ближе — отнимаются дополнительные баллы в соответствии с таблицей для оценки дальности прыжка (в зависимости от критической точки):
- K20 — K24: 4,8 балла за метр
- K25 — K29: 4,4 балла за метр
- K30 — K34: 4 балла за метр
- K35 — K39: 3,6 балла за метр
- K40 — K49: 3,2 балла за метр
- K50 — K59: 2,8 балла за метр
- K60 — K69: 2,4 балла за метр
- K70 — K79: 2,2 балла за метр
- K80 — K99: 2 балла за метр
- K100 — K169: 1,8 балла за метр
- K170 и выше: 1,2 балла за метр

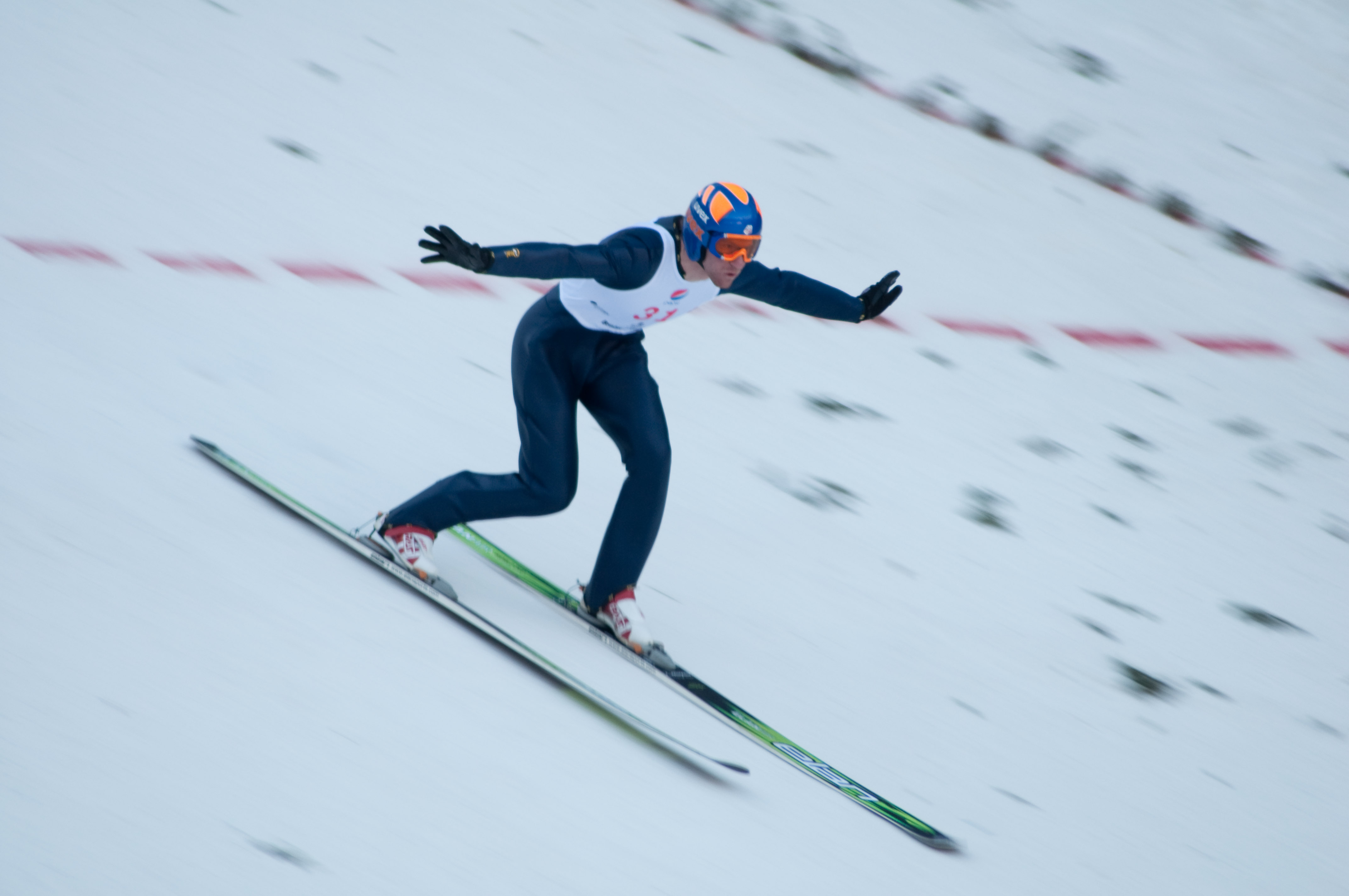
Приземление и телемарк

Техника (стиль) прыжка оценивается по открытой системе пятью судьями. Судьи эстетически оценивают полётную фазу спортсмена и особенно критически подходят к грамотному приземлению в телемарк. Максимальная оценка каждого судьи — 20 баллов. Наибольшая и наименьшая выставленные судьями оценки не учитываются, сумма трёх других прибавляется к баллам за дальность прыжка. Судьями карается касание любой частью тела поверхности горы при приземлении, лишние движения и падение спортсмена. Если падение или касания происходят за специальной линией, то они уже не сказываются на оценке. Результат участника определяется по сумме баллов двух зачётных попыток.
Необходимость скорректировать высоту ворот, непредсказуемые изменения погоды постоянно создавали трудности организаторам соревнований по прыжкам с трамплина. C июня 2010 года FIS была принята поправка к правилам о начислении баллов, которая позволяет компенсировать разницу. Сила и направление ветра (встречный/попутный), а также положение стартовых ворот учитываются в специальной линейной формуле. При этом коэффициент поправки на положение ворот у каждого трамплина свой. Поправка используется также и в лыжном двоеборье.
Данный подход позволил сделать график соревнований гораздо более предсказуемым, но у него есть и противники. Формула не учитывает боковой ветер или завихрения, которые также могут повлиять на прыжок. Также в формуле не учитывается длина прыжка. Чем длиннее прыжок, тем дольше влияет на него ветер. Таким образом, более корректно было бы использовать нелинейную формулу.

### Пример расчёта оценки по современной методике
В качестве примера возьмём первый прыжок Дмитрия Васильева на большом трамплине в Гармиш-Партенкирхене на соревнованиях в рамках Турне четырёх трамплинов, прошедших 1 января 2013 года.
Характеристики трамплина:
- K-точка: 125 метров.
- Начисление баллов: ±1,8 балла за каждый метр дальности прыжка относительно К-точки.
- Фактор стартовых ворот g для данного трамплина: ±7,56 балла за каждый метр.
- Фактор поправки на ветер k для данного трамплина: ±9,36 балла за ветер со скоростью 1 метр в секунду.

1. Дмитрий Васильев прыгнул на 132,5 метра, что на 7,5 метра дальше К-точки. Баллы за дальность этого прыжка составляют: 60+(7,5*1,8) = 73,5 балла.
2. Оценки судей, полученные Васильевым за этот прыжок: 15,0; 15,5; 15,5; 16,5; 15,5. Лучшая (16,5) и худшая (15,0) оценки отбрасываются, остальные три суммируются. Итоговая оценка судей составляет: 15,5+15,5+15,5 = 46,5 балла.
3. Тренерским решением Васильев прыгал не из ворот номер 26, как большинство участников, а из ворот номер 25, расположенных на 0,5 метра ниже. Поскольку разгон Васильева стал короче, он получает положительную компенсацию в размере 0,5 * фактор g: 0,5*7,56 = 3,78. Результат округляется до десятых. Таким образом, компенсация составляет +3,8 балла.
4. Во время прыжка средняя скорость ветра составляла 0,33 метра в секунду в попутном направлении. Поскольку попутный ветер «прибивает» прыгуна к земле, а встречный, напротив, помогает дольше парить в воздухе, то Васильев получает положительную компенсацию за неблагоприятный ветер в размере скорости ветра, умноженной на фактор k: 0,33*9,36 = 3,0888. Результат округляется до десятых. Таким образом, поправка на ветер составляет +3,1 балла.
5. Наконец, суммируются баллы за дальность прыжка, оценки судей, компенсацию разгона и поправки на ветер: 73,5 + 46,5 + 3,8 + 3,1 = 126,9 балла. Это и есть итоговая оценка прыжка.

## Известные прыгуны с трамплина

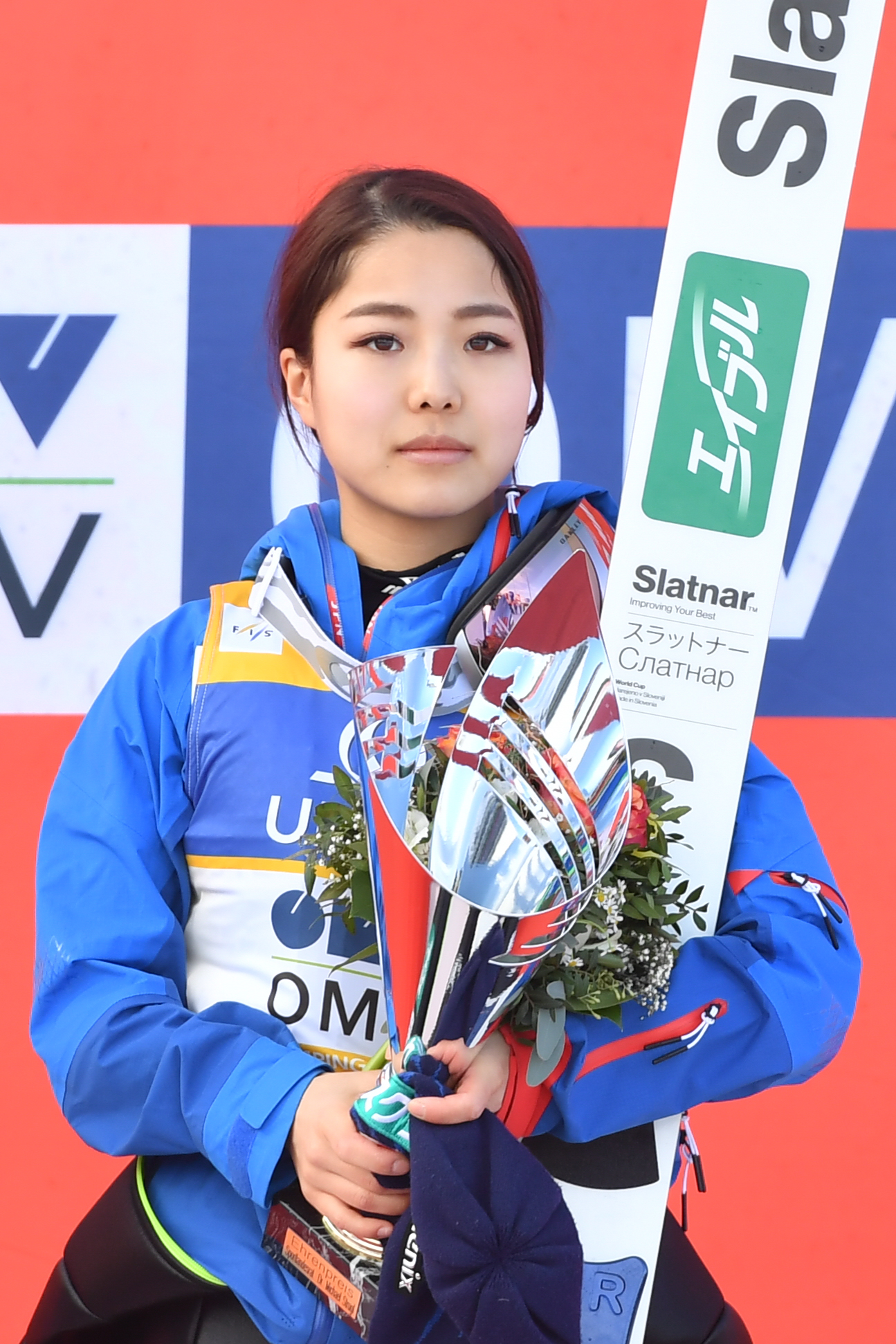
Сара Таканаси — рекордсменка по победам на этапах Кубка мира

Рекорд по количеству золотых олимпийских медалей в истории прыжков с трамплина делят финн Матти Нюкянен и швейцарец Симон Амман — по 4. На чемпионатах мира в личных дисциплинах наибольшее количество побед на счету поляка Адама Малыша — 4.
- Мужчины
- Симон Амман
- Янне Ахонен
- Эспен Бредесен
- Андреас Гольдбергер
- Йенс Вайсфлог
- Нориаки Касай
- Рёю Кобаяси
- Штефан Крафт
- Вольфганг Лойцль
- Адам Малыш
- Томас Моргенштерн
- Ари-Пекка Никкола
- Матти Нюкянен
- Петер Превц
- Биргер Рууд
- Камиль Стох
- Кадзуёси Фунаки
- Свен Ханнавальд
- Грегор Шлиренцауэр
- Мартин Шмитт
- Женщины
- Катарина Альтхаус
- Даниэла Ирашко-Штольц
- Марен Лундбю
- Сара Таканаси
- Карина Фогт